# 中華民國政黨
中華民國政黨，依據現代法定所指，即是以政治理念為目標、向中華民國的內政部民政司登記在案，並可以在中華民國各級選舉中推派參選人之政治團體。依據《中華民國憲法》規定，人民有集會及結社之自由。
截至2023年12月31日止，中華民國共有現存政黨91個，自行解散81個、撤銷備案2個、廢止備案215個。中華民國目前的執政黨為民主進步黨，而中國國民黨為最大在野黨，亦是立法院第一大黨，此外立法院尚有台灣民眾黨以及少數無黨籍擁有部分席次；而地方議會除上述部分政黨外，另有時代力量、社會民主黨、親民黨、無黨團結聯盟、台灣團結聯盟、新黨、勞動黨、正神名黨擁有席次。

## 歷史
1912年中華民國建立初期，共和國體遂吿確定。由於清帝退位後清朝法律雖然已經事實上失效，但政黨制度遠未達到歐美同期的成熟階段，中華民國初期湧現出大量政黨甚至任何兩個人都可以組成一個新政黨，而促成辛亥革命的同盟會除由秘密轉公開活動外，從內部也分裂出多個新黨團：有章炳麟一派分離組成的中華民國聯合會；湖北一派如孫武、藍天蔚、劉成禺等則分離而與張伯烈、饒漢祥等，擁黎元洪而組民社。立憲派的憲友會亦因時推世移而分離出：湖北湯化龍與福建林長民等再組共和建設討論會；直隸的孫洪伊等組共和統一黨；籍中寅、周大烈等則組國民協進會。除此之外還時有將近三百多個較小的新政黨。
依據臨時約法採用西方民主國家之內閣制設計，選舉國會議員，並由多數黨的黨魁出任總理，組織政府。經過幾次大化合，到組成臨時政府時，各小黨均分別集結於兩大黨壘中，對峙局面於焉形成似為政黨政治的全盛階段，但並未形成強固：以原來革命黨人與部分革命組織為主所改組成立之「國民黨」，領導者包括宋教仁、孫中山（理事長）、黃興等人；以及由清末立憲運動人士組成的「進步黨」，主要領導者為黎元洪、梁啟超、張謇，國民黨曾在民國初期國會選舉中勝出，是為多數黨。
後歷經宋教仁遇刺，袁世凱稱帝，張勛復闢事件，段其瑞廢除臨時約法，另組安褔國會，北洋政府在由北洋軍閥所主導下是完全排除國民黨及南方軍閥勢力：在馮國璋繼任大總統並由段祺瑞掌閣揆下所另行選舉的新國會，當中以安福俱樂部爲絕對多數黨，此外尙有交通系、新交通系、硏究系、討論系四政團，後安福系一小部分人和其他超然派議員又再合組個己未俱樂部，旨在擁護徐世昌、靳雲鵬而與段祺瑞、徐樹錚相對抗。同時一部分南下議員在廣州召集非常國會，隨而有護法國會與北方對立，時人稱舊國會，當中多數黨爲益友社系，此外有政學會系、民友社系，及新補議員的新新俱樂部。
而國民黨幾經改組，最後於1919年10月10日在廣州成立中國國民黨，之後在護法運動失敗後，再度改組，此時仿效列寧在蘇聯創立的黨國體制，組織一黨專政下統領所屬軍隊（國民革命軍），以及另外成立以黨訓政之國民政府，與獲北方軍閥支持的北洋政府對抗。
1922年直奉再戰導致徐世昌下野，北方將士轉向也以護法相號召希望全國統一，黎元洪再復職爲法統重光，於8月1日重召國會，政黨隨而復活，當國務總理張紹曾同意提出國會時，大小政團達38個，除稍著名的“十四政團”，其他政團有以門牌號做稱謂，有以同鄉聯會做基礎，名目繁多，光怪陸離，一人甚且列名三四政團。到1923年曹錕積極進行賄選後，分派說客多方誘使議員多組新黨，一時政團增到40個以上，直至黎元洪離職到賄選如期完成期間，國會中政黨就超過了50個。大選後曹再下令左右親信組織憲政黨，企圖操縱國會；而反對方亦擬合組一黨以資抗衡，但在衆院院警撤後吳景濂負傷出走、民憲同志會繼續活動下未能成功，同時全國陷入新一波軍事勢態，令政黨無復有可活動的機會。
自從1928年蔣中正領導國民革命軍北伐推翻北洋政府後至1948年，國民黨組織一黨制的國民政府；而中華民國的兩大主要政黨國民黨和中國共產黨建國理念與意識相反，除了在政治協商會議之時有實體談判與討論外，基本上均為武裝衝突，導致國共内戰。另有對日抗戰時組成的政黨聯盟－中國民主政團同盟（中國民主同盟）（民盟），在抗戰勝利後的政治協商會議及憲法的制訂上有一定的發聲份量。此外，1935年至1936年間，中國共產黨在四川、西康地區一度扶持創建了格勒得沙革命黨和博巴革命黨兩個衛星黨，新疆軍閥盛世才則在新疆省成立親蘇聯的新疆民眾反帝聯合會。
1949年國民黨在國共內戰失利，中華民國政府及國民黨播遷到臺灣，只有中國國民黨、中國青年黨及中國民主社會黨為合法政黨，在戒嚴下，根本無從實施民主政治，國民黨政府在臺灣實行長期威權獨裁統治。
1989年1月以前，由於實施黨禁政策，禁止人民籌組政黨。1950年代雷震在臺灣曾經欲籌組中國民主黨，但受到當時的軍事氛圍及國民黨高層不允許之下，以及雷震企圖阻止蔣中正第三次連任總統，最後雷震被逮捕，組黨之事胎死腹中。當時的非國民黨籍的政治人士通稱為「黨外」人士。由於青年黨與民社黨在戒嚴時代仍有合法地位，早期有黨外人士參與該兩黨從政，但該兩黨始終無法跳脫政治花瓶的路線，亦沒有實際的政治地位。
1978年桃園縣縣長（今桃園市市長）選舉發生舞弊（造成中壢事件。但是雖然有舞弊，結果仍由非國民黨所提名的許信良當選縣長）及隔年的美麗島事件的發生，促成「黨外」人士的結合。在1980年代初期黨外人士逐漸在臺灣選舉中獲得席次。在1986年9月28日黨外人士在臺北市圓山大飯店宣布成立民主進步黨，但選舉時不能以民進黨名義參選。
1987年總統蔣經國宣布解除戒嚴，解嚴之後中華民國政府修改《人民團體法》，於1989年1月開放人民籌組政黨。

## 現代政黨法例
2017年11月10日，立法院三讀通過《政黨法》規範政黨相關事務，《政黨法》雖早在1993年就被提出，但因草案中包含處理國民黨不當黨產之條文，因此在立院卡關逾20年，直至立法院2016年通過《政黨及其附隨組織不當取得財產處理條例》後，始才順利完成立法。

### 概要
- 排黑條款：規定曾犯內亂、外患罪、貪污罪、組織犯罪防制條例之罪等，經判刑確定，不得擔任負責人。（第7條）
- 名稱：歧視性或仇恨性、已設立之政黨名稱或簡稱相同或類似、足以使人誤認等不得登記。（第8條）
- 存續：以下情形，廢止其備案（第27條）
  - 連續四年未召開黨員大會或黨員代表大會，經主管機關限期召開仍不召開。
  - 連續四年未依法推薦候選人參加公職人員選舉。
  - 備案後一年內未完成法人登記。

## 1989年後政黨概況
| 民國     | 78  | 79  | 80  | 81  | 82  | 83  | 84  | 85  | 86  | 87  | 88  | 89  | 90  | 91  | 92  |
| -------- | --- | --- | --- | --- | --- | --- | --- | --- | --- | --- | --- | --- | --- | --- | --- |
| 單位：個 | 40  | 59  | 68  | 72  | 74  | 75  | 77  | 82  | 85  | 86  | 89  | 94  | 97  | 99  | 102 |
| 民國     | 93  | 94  | 95  | 96  | 97  | 98  | 99  | 100 | 101 | 102 | 103 | 104 | 105 | 106 | 107 |
| 單位：個 | 108 | 116 | 122 | 136 | 144 | 158 | 175 | 210 | 232 | 249 | 264 | 292 | 310 | 334 | 341 |
| 民國     | 108 | 109 | 110 | 111 | 112 | 113 | 114 |     |     |     |     |     |     |     |     |
| 單位：個 | 361 | 372 | 375 | 379 | 389 | 391 | 391 |     |     |     |     |     |     |     |     |

- 2022年中華民國地方公職人員選舉，有49個政黨推薦候選人參選，其中18個政黨推薦的候選人當選。
- 2024年中華民國立法委員選舉，有34個政黨推薦候選人參選，其中3個政黨推薦的候選人當選。
- 因受《政黨法》規定影響，現存政黨共75個，自行解散政黨共有85個、撤銷備案政黨共有2個、廢止備案政黨共有229個；全國政黨累計共有391個[3]。
- 因《政黨法》規定影響，全國性政治團體共有59個；廢止立案登記共42個政治團體[4]、自行解散共4個、轉為社會團體共3個、轉為政黨共10個[5]。
- 現存有76個政黨中，目前75個政黨完成法人登記（中國國民黨及民主進步黨已在立法前完成），尚有1個政黨(愛民黨[6])未完成法人登記。

### 有席次政黨

#### 立法院、直轄市長、縣（市）長與地方議員
- 截至2024年1月16日，以下政黨在立法院、直轄市長、縣（市）長、直轄市議會議員及縣（市）議會議員擁有席次：

| 陣營       | 陣營       | 政黨       | 政黨         | 政黨       | 席次      | 席次             | 席次             | 政黨領袖                           | 兩岸議題                             | 政治光譜                           | 意識形態                                                | 國際聯盟                      |
| 陣營       | 陣營       | 政黨       | 政黨         | 政黨       | 立法院    | 直轄市及縣（市） | 直轄市及縣（市） | 政黨領袖                           | 兩岸議題                             | 政治光譜                           | 意識形態                                                | 國際聯盟                      |
| 陣營       | 陣營       | 政黨       | 政黨         | 政黨       | 立法院    | 首長             | 議會             | 政黨領袖                           | 兩岸議題                             | 政治光譜                           | 意識形態                                                | 國際聯盟                      |
| ---------- | ---------- | ---------- | ------------ | ---------- | --------- | ---------------- | ---------------- | ---------------------------------- | ------------------------------------ | ---------------------------------- | ------------------------------------------------------- | ----------------------------- |
|            | 泛綠       |            |              | 民主進步黨 | 51 / 113  | 5 / 22           | 277 / 910        | 賴清德                             | 臺灣民族主義 臺灣獨立／維持現狀      | 中間至中間偏左                     | 社會自由主義 進步主義 反共主義 綠色政治                 | 國際自由聯盟 亞洲自由民主聯盟 |
|            | 泛綠       |            | 時代力量     | 0 / 113    | 0 / 22    | 4 / 910          | 王婉諭           | 臺灣民族主義 臺灣獨立              | 中間偏左                             | 進步主義 社會自由主義 環境保護主義 |                                                         |                               |
|            | 泛綠       |            | 台灣團結聯盟 | 0 / 113    | 0 / 22    | 2 / 910          | 周倪安           | 臺灣民族主義 臺灣獨立 臺灣本土主義 | 右翼                                 | 民族保守主義 社會保守主義          |                                                         |                               |
|            | 泛綠       |            | 社會民主黨   | 0 / 113    | 0 / 22    | 1 / 910          | 徐雍             | 臺灣民族主義 臺灣獨立              | 中間偏左                             | 社會民主主義 進步主義 多元文化主義 |                                                         |                               |
| 泛綠總席次 | 泛綠總席次 | 泛綠總席次 | 51 / 113     | 5 / 22     | 284 / 910 | 不適用           | 不適用           | 不適用                             | 不適用                               | 不適用                             |                                                         |                               |
|            | 泛藍       |            |              | 中國國民黨 | 52 / 113  | 14 / 22          | 367 / 910        | 朱立倫                             | 中華民族主義 九二共識 維持現狀／藍統 | 中間偏右至右翼                     | 三民主義 社會保守主義 民族保守主義                      | 國際民主聯盟 中間派民主國際   |
|            | 泛藍       |            | 無黨團結聯盟 | 0 / 113    | 0 / 22    | 8 / 910          | 林炳坤           | 中華民族主義 華統                  | 中間偏右                             | 自由保守主義                       |                                                         |                               |
|            | 泛藍       |            | 親民黨       | 0 / 113    | 0 / 22    | 1 / 910          | 宋楚瑜           | 九二共識 中華民族主義 華統         | 中間至中間偏右                       | 自由保守主義 共和主義              |                                                         |                               |
|            | 泛藍       |            | 新黨         | 0 / 113    | 0 / 22    | 1 / 910          | 吳成典           | 中華民族主義 兩岸統一／紅統        | 右翼至極右翼                         | 民族保守主義                       |                                                         |                               |
|            | 泛藍       |            | 勞動黨       | 0 / 113    | 0 / 22    | 1 / 910          | 吳榮元           | 中華民族主義 左統                  | 左翼                                 | 社會主義                           |                                                         |                               |
| 泛藍總席次 | 泛藍總席次 | 泛藍總席次 | 52 / 113     | 14 / 22    | 378 / 910 | 不適用           | 不適用           | 不適用                             | 不適用                               | 不適用                             |                                                         |                               |
|            | 其他       |            |              | 台灣民眾黨 | 8 / 113   | 2 / 22           | 16 / 910         | 黃國昌                             | 維持現狀 九六共識 五個互相 大帐篷    | 中間偏左                           | 社會自由主義 公民民族主義 台灣本土主義 民粹主義（爭議） |                               |
|            | 其他       |            | 正神名黨     | 0 / 113    | 0 / 22    | 1 / 910          | 許榮德           |                                    |                                      |                                    |                                                         |                               |

#### 鄉鎮市（區）長、代表及村里長
- 截至2022年12月25日，以下政黨在鄉鎮市（區）長、代表及村里長擁有席次，但在立法院、直轄市長、縣（市）長及地方議會沒有席次：

| 政黨 | 政黨           | 席次         | 席次         | 席次   | 政黨領袖 | 政治光譜 | 意識形態                                                     |
| 政黨 | 政黨           | 鄉鎮市（區） | 鄉鎮市（區） | 村里長 | 政黨領袖 | 政治光譜 | 意識形態                                                     |
| 政黨 | 政黨           | 首長         | 代表         | 村里長 | 政黨領袖 | 政治光譜 | 意識形態                                                     |
| ---- | -------------- | ------------ | ------------ | ------ | -------- | -------- | ------------------------------------------------------------ |
|      | 中華統一促進黨 | 0            | 0            | 2      | 陳福誠   | 極右翼   | 民族保守主義、保守主義、中國民族主義、極端民族主義、中國統一 |
|      | 人民民主黨     | 0            | 0            | 2      | 賴宗育   | 左翼     | 社會主義、左統、反一国两制、一国一制                         |

## 外部連結
- 內政部 政黨資訊網 （页面存档备份，存于）